# Плавання на Чемпіонаті світу з водних видів спорту 2011
Змагання з плавання на Чемпіонаті світу з водних видів спорту 2011 тривали з 24 до 31 липня в Спортивному центрі «Схід» у Шанхаї (Китай).

## Таблиця медалей
| Місце                | Країна               | Золото | Срібло | Бронза | Загалом |
| -------------------- | -------------------- | ------ | ------ | ------ | ------- |
| 1                    | США                  | 16     | 5      | 8      | 29      |
| 2                    | Китай                | 5      | 2      | 7      | 14      |
| 3                    | Бразилія             | 3      | 0      | 0      | 3       |
| 4                    | Австралія            | 2      | 8      | 3      | 13      |
| 5                    | Франція              | 2      | 3      | 5      | 10      |
| 6                    | Італія               | 2      | 3      | 0      | 5       |
| 6                    | Велика Британія      | 2      | 3      | 0      | 5       |
| 8                    | Нідерланди           | 2      | 1      | 3      | 6       |
| 9                    | Данія                | 2      | 1      | 0      | 3       |
| 10                   | Росія                | 1      | 3      | 0      | 4       |
| 11                   | Швеція               | 1      | 1      | 0      | 2       |
| 12                   | Угорщина             | 1      | 0      | 3      | 4       |
| 13                   | Білорусь             | 1      | 0      | 0      | 1       |
| 13                   | Норвегія             | 1      | 0      | 0      | 1       |
| 13                   | Південна Корея       | 1      | 0      | 0      | 1       |
| 16                   | Японія               | 0      | 4      | 2      | 6       |
| 17                   | Канада               | 0      | 3      | 1      | 4       |
| 18                   | Польща               | 0      | 1      | 0      | 1       |
| 19                   | Німеччина            | 0      | 0      | 5      | 5       |
| 20                   | ПАР                  | 0      | 0      | 3      | 3       |
| Загалом (20 збірних) | Загалом (20 збірних) | 42     | 38     | 40     | 120     |

## Результати

### Чоловіки
| Дисципліна                      | Золото | Золото      | Срібло | Срібло     | Бронза | Бронза      |
| ------------------------------- | --- | ----------- | --- | ---------- | --- | ----------- |
| 50 м вільним стилем             | Сезар Сьєло Фільйо · Бразилія                                                                             | 21.52       | Лука Дотто · Італія                                                                                             | 21.90      | Ален Бернар · Франція                                                                                           | 21.92       |
| 100 м вільним стилем            | Джеймс Магнуссен · Австралія                                                                              | 47.63       | Брент Гейден · Канада                                                                                           | 47.95      | Вільям Мейнар · Франція                                                                                         | 48.00       |
| 200 м вільним стилем            | Раян Лохте · США                                                                                          | 1:44.44     | Майкл Фелпс · США                                                                                               | 1:44.79    | Пауль Бідерманн · Німеччина                                                                                     | 1:44.88     |
| 400 м вільним стилем            | Пак Тхе Хван · Південна Корея                                                                             | 3:42.04     | Сунь Ян · Китай                                                                                                 | 3:43.24    | Пауль Бідерманн · Німеччина                                                                                     | 3:44.14     |
| 800 м вільним стилем            | Сунь Ян · Китай                                                                                           | 7:38.57     | Раян Кокрейн · Канада                                                                                           | 7:41.86    | Гердьо Кіш · Угорщина                                                                                           | 7:44.94 NR  |
| 1500 м вільним стилем           | Сунь Ян · Китай                                                                                           | 14:34.14 WR | Раян Кокрейн · Канада                                                                                           | 14:44.46   | Гердьо Кіш · Угорщина                                                                                           | 14:45.66 NR |
|                                 | |             | |            | |             |
| 50 м на спині                   | Лаєм Тенкок · Велика Британія                                                                             | 24.50       | Каміль Лакур · Франція                                                                                          | 24.57      | Герхард Зандберг · Південно-Африканська Республіка                                                              | 24.66       |
| 100 м на спині                  | Жеремі Страв'юс · Франція · Каміль Лакур · Франція                                                        | 52.76       | Не вручали | Не вручали | Іріє Рьосуке · Японія                                                                                           | 52.98       |
| 200 м на спині                  | Раян Лохте · США                                                                                          | 1:52.96     | Іріє Рьосуке · Японія                                                                                           | 1:54.11    | Тайлер Клері · США                                                                                              | 1:54.69     |
|                                 | |             | |            | |             |
| 50 м брасом                     | Феліпе Франса Сілва · Бразилія                                                                            | 27.01       | Фабіо Скоццолі · Італія                                                                                         | 27.17 NR   | Камерон ван дер Бург · Південно-Африканська Республіка                                                          | 27.19       |
| 100 м брасом                    | Александер Дале Оен · Норвегія                                                                            | 58.71 NR    | Фабіо Скоццолі · Італія                                                                                         | 59.42 NR   | Камерон ван дер Бург · Південно-Африканська Республіка                                                          | 59.49       |
| 200 м брасом                    | Даніел Дьюрта · Угорщина                                                                                  | 2:08.41     | Кітаджіма Косуке · Японія                                                                                       | 2:08.63    | Крістіан фон Лем · Німеччина                                                                                    | 2:09.06     |
|                                 | |             | |            | |             |
| 50 м батерфляєм                 | Сезар Сьєло Фільйо · Бразилія                                                                             | 23.10       | Метью Тарґетт · Австралія                                                                                       | 23.28      | Джефф Г'юджилл · Австралія                                                                                      | 23.35       |
| 100 м батерфляєм                | Майкл Фелпс · США                                                                                         | 50.71       | Конрад Черняк · Польща                                                                                          | 51.15 NR   | Тайлер Макгілл · США                                                                                            | 51.26       |
| 200 м батерфляєм                | Майкл Фелпс · США                                                                                         | 1:53.34     | Мацуда Такесі · Японія                                                                                          | 1:54.01    | У Пен · Китай                                                                                                   | 1:54.67     |
|                                 | |             | |            | |             |
| 200 м комплексом                | Раян Лохте · США                                                                                          | 1:54.00 WR  | Майкл Фелпс · США                                                                                               | 1:54.16    | Ласло Чех · Угорщина                                                                                            | 1:57.69     |
| 400 м комплексом                | Раян Лохте · США                                                                                          | 4:07.13     | Тайлер Клері · США                                                                                              | 4:11.17    | Хоріхата Юя · Японія                                                                                            | 4:11.98     |
|                                 | |             | |            | |             |
| естафета 4×100 м вільним стилем | Австралія · Джеймс Магнуссен (47.49) · Метью Тарґетт (47.87) · Метью Абуд (47.92) · Імон Саллівен (47.72) | 3:11.00     | Франція · Ален Бернар (48.75) · Жеремі Страв'юс (47.78) · Вільям Мейнар (47.39) · Фаб'ян Жіло (47.22)           | 3:11.14    | США · Майкл Фелпс (48.08) · Гаррет Вебер-Гейл (48.33) · Джейсон Лезак (48.15) · Натан Едрієн (47.40)            | 3:11.96     |
| естафета 4×200 м вільним стилем | США · Майкл Фелпс (1:45.53) · Пітер Вандеркаай (1:46.07) · Ріккі Беренс (1:46.51) · Раян Лохте (1:44.56)  | 7:02.67     | Франція · Яннік Аньєль (1:45.25) · Грегорі Малле (1:46.81) · Жеремі Страв'юс (1:45.40) · Фаб'ян Жіло (1:47.35)  | 7:04.81 NR | Китай · Ван Шунь (1:47.09) · Чжан Лінь (1:46.14) · Лі Юньці (1:47.30) · Сунь Ян (1:45.14)                       | 7:05.67 NR  |
| естафета 4×100 м комплексом     | США · Нік Томан (53.61) · Марк Генглофф (1:00.24) · Майкл Фелпс (50.57) · Натан Едрієн (47.64)            | 3:32.06     | Австралія · Гейден Стоккел (54.22) · Брентон Рікард (59.32) · Джефф Г'юджилл (51.72) · Джеймс Магнуссен (47.00) | 3:32.26    | Німеччина · Хельге Меув (53.53) · Гендрік Фельдвер (59.72) · Бенджамін Штарке (51.83) · Пауль Бідерманн (47.52) | 3:32.60     |
| Шаблон:Swimming record codes    | |             | |            | |             |

### Жінки
| Дисципліна                      | Золото | Золото     | Срібло | Срібло     | Бронза | Бронза   |
| ------------------------------- | --- | ---------- | --- | ---------- | --- | -------- |
| 50 м вільним стилем             | Тереза Альсгаммар · Швеція                                                                                        | 24.14      | Раномі Кромовідьойо · Нідерланди                                                                                 | 24.27      | Марлен Велдгойс · Нідерланди                                                                                   | 24.49    |
| 100 м вільним стилем            | Герасименя Олександра Вікторівна · Білорусь · Джанетт Оттесен · Данія                                             | 53.45      | Не вручали | Не вручали | Раномі Кромовідьойо · Нідерланди                                                                               | 53.66    |
| 200 м вільним стилем            | Федеріка Пеллегріні · Італія                                                                                      | 1:55.58    | Кайлі Палмер · Австралія                                                                                         | 1:56.04    | Камій Мюффа · Франція                                                                                          | 1:56.10  |
| 400 м вільним стилем            | Федеріка Пеллегріні · Італія                                                                                      | 4:01.97    | Ребекка Едлінгтон · Велика Британія                                                                              | 4:04.01    | Камій Мюффа · Франція                                                                                          | 4:04.06  |
| 800 м вільним стилем            | Ребекка Едлінгтон · Велика Британія                                                                               | 8:17.51    | Лотте Фрійс · Данія                                                                                              | 8:18.20    | Кейт Зіглер · США                                                                                              | 8:23.36  |
| 1500 м вільним стилем           | Лотте Фрійс · Данія                                                                                               | 15:49.59   | Кейт Зіглер · США                                                                                                | 15:55.60   | Лі Сюаньсюй · Китай                                                                                            | 15:58.02 |
|                                 | |            | |            | |          |
| 50 м на спині                   | Анастасія Зуєва · Росія                                                                                           | 27.79      | Теракава Ая · Японія                                                                                             | 27.93      | Міссі Франклін · США                                                                                           | 28.01    |
| 100 м на спині                  | Чжао Цзін · Китай                                                                                                 | 59.05      | Анастасія Зуєва · Росія                                                                                          | 59.06      | Наталі Коглін · США                                                                                            | 59.15    |
| 200 м на спині                  | Міссі Франклін · США                                                                                              | 2:05.10 AM | Белінда Гокінг · Австралія                                                                                       | 2:06.06    | Шарон ван Раувендал · Нідерланди                                                                               | 2:07.78  |
|                                 | |            | |            | |          |
| 50 м брасом                     | Джессіка Гарді · США                                                                                              | 30.19      | Юлія Єфімова · Росія                                                                                             | 30.49      | Ребекка Соні · США                                                                                             | 30.58    |
| 100 м брасом                    | Ребекка Соні · США                                                                                                | 1:05.05    | Лісель Джонс · Австралія                                                                                         | 1:06.25    | Цзі Ліпін · Китай                                                                                              | 1:06.52  |
| 200 м брасом                    | Ребекка Соні · США                                                                                                | 2:21.47    | Юлія Єфімова · Росія                                                                                             | 2:22.22    | Марта Маккейб · Канада                                                                                         | 2:24.81  |
|                                 | |            | |            | |          |
| 50 м батерфляєм                 | Інґе Деккер · Нідерланди                                                                                          | 25.71      | Тереза Альсгаммар · Швеція                                                                                       | 25.76      | Мелані Енік · Франція                                                                                          | 25.86    |
| 100 м батерфляєм                | Дана Воллмер · США                                                                                                | 56.87      | Алісія Кауттс · Австралія                                                                                        | 56.94      | Лу Ін · Китай                                                                                                  | 57.06    |
| 200 м батерфляєм                | Цзяо Люян · Китай                                                                                                 | 2:05.55    | Еллен Ганді · Велика Британія                                                                                    | 2:05.59    | Лю Цзиге · Китай                                                                                               | 2:05.90  |
|                                 | |            | |            | |          |
| 200 м комплексом                | Є Шивень · Китай                                                                                                  | 2:08.90    | Алісія Кауттс · Австралія                                                                                        | 2:09.00    | Аріана Кукорс · США                                                                                            | 2:09.12  |
| 400 м комплексом                | Елізабет Бейсел · США                                                                                             | 4:31.78    | Ганна Майлі · Велика Британія                                                                                    | 4:34.22    | Стефані Райс · Австралія                                                                                       | 4:34.23  |
|                                 | |            | |            | |          |
| естафета 4×100 м вільним стилем | Нідерланди · Інґе Деккер (54.91) · Раномі Кромовідьойо (53.26) · Марлен Велдгойс (53.33) · Фемке Гемскерк (52.46) | 3:33.96    | США · Наталі Коглін (54.09) · Міссі Франклін (52.99) · Джессіка Гарді (54.12) · Дана Воллмер (53.27)             | 3:34.47    | Німеччина · Брітта Штеффен (54.51) · Зільке Ліппок (54.17) · Ліза Фіттінг (53.85) · Даніела Шрайбер (53.12)    | 3:36.05  |
| естафета 4×200 м вільним стилем | США · Міссі Франклін (1:55.06) · Даґні Кнутсон (1:57.18) · Кейті Гофф (1:57.41) · Еллісон Шмітт (1:56.49)         | 7:46.14    | Австралія · Бронті Берретт (1:56.86) · Блер Еванс (1:57.69) · Енджі Бейнбрідж (1:57.36) · Кайлі Палмер (1:55.51) | 7:47.42    | Китай · Чень Цянь (1:57.37) · Пан Цзяїн (1:56.97) · Лю Цзін (1:57.85) · Тан І (1:55.47)                        | 7:47.66  |
| естафета 4×100 м комплексом     | США · Наталі Коглін (59.12) · Ребекка Соні (1:04.71) · Дана Воллмер (55.74) · Міссі Франклін (52.79)              | 3:52.36 AM | Китай · Чжао Цзін (59.24) · Цзі Ліпін (1:06.27) · Лу Ін (56.77) · Тан І (53.33)                                  | 3:55.61    | Австралія · Белінда Гокінг (59.91) · Лісель Джонс (1:06.18) · Алісія Кауттс (56.69) · Мерінда Дінґджан (54.35) | 3:57.13  |
| Шаблон:Swimming record codes    | |            | |            | |          |

## Світові рекорди
Під час змагань встановлено такі світові рекорди:
| Дата          | Дисципліна                                   | Час      | Ім'я       | Країна |
| ------------- | -------------------------------------------- | -------- | ---------- | ------ |
| 28 липня 2011 | 200 метрів комплексом (чоловіки), фінал      | 1:54.00  | Раян Лохте | США    |
| 31 липня 2011 | 1500 метрів вільним стилем (чоловіки), фінал | 14:34.14 | Сунь Ян    | Китай  |